# Кукуево (Глинковский район)
Куку́ево — деревня в Смоленской области России, в Глинковском районе. Население — 14 жителей (2007 год) .  Расположена в центральной части области в 16 км к юго-востоку от села Глинка, в 7 км южнее автодороги Р96 Новоалександровский (А101) — Спас-Деменск — Ельня — Починок, на берегах реки Стряна. В 12 км севернее деревни железнодорожная станция Нежода на линии Смоленск — Сухиничи. Входит в состав Бердниковского сельского поселения.

## История
В годы Великой Отечественной войны деревня была оккупирована гитлеровскими войсками в июле 1941 года, освобождена в ходе Ельнинско-Дорогобужской операции в 1943 году.